# Dominik Klann
Dominik Florian Klann (* 27. Mai 1999 in Essen) ist ein deutscher Fußballspieler. 

## Werdegang
Der defensive Mittelfeldspieler Dominik Klann begann seine Karriere im Alter von sechs Jahren beim Verein SuS Olfen im Kreis Coesfeld. Im Jahre 2009 wechselte er zunächst zum SC Union 08 Lüdinghausen und zwei Jahre später in die Jugendabteilung von Preußen Münster. Nach nur einem Jahr bei den Preußen ging es für Klann weiter in die Jugendabteilung des FC Schalke 04, wo er insgesamt fünf Jahre spielte. Für sein letztes Jugendjahr 2017/18 kehrte er zu Preußen Münster zurück und rückte dann im Sommer 2018 in den Kader der zweiten Mannschaft auf. Gleich in seiner ersten Saison im Seniorenlager wurde Klann mit den Preußen Meister der Westfalenliga 1 und stieg in die Oberliga Westfalen auf. Er rückte zur Saison 2019/20 dann in die erste Mannschaft der Münsteraner auf, die in der viertklassigen Regionalliga West antraten. Dort wurde Klann in der Saison 2021/22 mit den Preußen Vizemeister hinter Rot-Weiss Essen und erreichte das Endspiel um den Westfalenpokal, welches jedoch gegen den SV Rödinghausen verloren wurde. 
Zur Saison 2022/23 wechselte Klann zum SC Verl in die 3. Liga. Am 23. Juli 2022 gab Dominik Klann sein Profidebüt im Spiel beim 1. FC Saarbrücken. Anfang Januar 2023 wurde er für den Rest der Spielzeit an Rot Weiss Ahlen in die Regionalliga West verliehen. Im Sommer 2023 folgte sein Wechsel zum ebenfalls in der Regionalliga spielenden 1. FC Bocholt. Nachdem er in der Hinrunde der Saison 2023/24 nur sporadisch zum Einsatz gekommen war, wurde er im Januar 2024 für den Rest der Saison an den Ligakonkurrenten SV Lippstadt 08 verliehen.
In der Winterpause der Saison 2024/25 löste er seinen Vertrag in Bocholt auf und wechselte zum Ligarivalen Türkspor Dortmund. Im März 2025 zog sich Türkspor jedoch vom Spielbetrieb der Regionalliga zurück und stand somit als Absteiger in die Oberliga fest. Klann schloss sich daraufhin zur Saison 2025/26 dem BSV Rehden in der Oberliga Niedersachsen an.

## Erfolge
- Westfalenpokalsieger: 2021
- Meister der Westfalenliga 1: 2019